# Брадфиш, Отто
Отто Брадфиш (нем. Otto Bradfisch; 10 мая 1903, Цвайбрюккен, Германская империя — 22 июня 1994, Зесхаупт, Германия) — немецкий юрист, оберштурмбаннфюрер СС, руководитель айнзацкоманды 8, входившей в состав айнзацгруппы B, командир полиции безопасности и СД в Лодзи и Потсдаме.

## Биография
Отто Брадфиш был вторым ребёнком в семье продавца продуктов питания, у которого ещё было трое детей. В Кайзерслаутерне он четыре года учился в народной школе, затем поступил в гуманитарную гимназию. В 1922 году сдал экзамен на аттестат зрелости. Изучал экономику в университетах Лейпцига, Инсбрука, Гейдельберга и Фрайбурга. В 1926 году получил степень доктора экономических и политических наук в университете Инсбрука. Впоследствии изучал право в Эрлангене и Мюнхена. Первый государственный экзамен сдал 17 февраля 1932 года, второй — 20 сентября 1935 года. Сначала Брадфиш служил в правительстве Верхней Баварии, затем работал чиновником в баварском министерстве внутренних дел.
1 января 1931 года вступил в НСДАП (билет № 405869). Во время учёбы в Мюнхене Брадфиш был заместителем ортсгруппенляйтера во Фраймане. В 1936 году стал членом национал-социалистического механизированного корпуса. В конце того же года вышел из евангелической церкви. В марте 1937 года стал заместителем начальника гестапо в Саарбрюкене, а 1 июля стал руководителем гестапо в городе Нойштадт-ан-дер-Вайнштрассе. 26 сентября 1938 года был зачислен в ряды СС (№ 310180). 4 ноября 1938 года стал правительственным советником.
В июне 1941 года был назначен командиром айнзацкоманды 8 в составе айнзацгруппы B. Вместе со своими 230 подчинёнными из полиции безопасности и служащими берлинского 9-го резервного полицейского батальона Брадфиш продвигался через Белосток, Барановичи и Минск по направлению к Могилёву. Брадфиш постоянно требовал от своих людей большего количества расстрелянных, особенно евреев. До 28 февраля 1942 года айнзацгруппа 8 расстреляла 60811 человек, что составляло две трети от общего числа убитых айнзацгруппой B в этот период. Отчасти он лично руководил казнями, а в отдельных случаях сам принимал участие в расстрелах. Свидетели отчётливо помнили четыре массовых убийств в Белостоке и Могилёве, во время которых он брал в руки оружие. Однажды Брадфиш лично участвовал в массовом убийстве в Могилёве, показывая пример для психологически неустойчивых полицейских. 15 августа 1941 года в окрестностях Минска в присутствии рейхсфюрера СС Генриха Гиммлера Брадфиш провёл массовое убийство евреев и партизан. 26 апреля 1942 года стал начальником гестапо в городе Лодзь. Летом 1942 года стал командиром полиции безопасности и СД в Лодзи, а осенью — обербургомистром этого города. 25 января 1943 года получил звание оберштурмбаннфюрера СС и стал высшим правительственным советником. В июне и июле 1944 года Брадфиш отвечал за отправку не менее 7000 человек из гетто в Лодзи в лагерь Хелмно, также как и за депортацию 67 000 евреев в концлагерь Освенцим. С декабря 1944 года Брадфиш был командиром полиции безопасности и СД в Потсдаме. При подходе Красной армии ему удалось бежать на запад с документами на имя унтер-офицера вермахта Карла Эверса.

### После войны
После окончания войны был арестован американцами, но выпущен из плена в августе 1945 года. До 1953 года жил под именем Карла Эверса. Сначала работал в сельском хозяйстве, затем в горной промышленности. Впоследствии стал страховым агентом в Кайзерслаутерне, а затем — директором страховой кампании Hamburg-Mannheimer. 21 апреля 1958 года был арестован на основании ордера окружного суда Хайльброна. 21 июля 1961 года земельным судом Мюнхена был приговорён к 10 годам тюремного заключения за пособничество в убийстве 15 000 человек. 22 октября 1962 года прокуратура Ландвера предъявила Брадфишу обвинению в депортации евреев в концлагерь Хельмно. 18 ноября 1963 года земельным судом Ганновера также был приговорён к 13 годам тюремного заключения за пособничество в убийстве 85 000 евреев в Лодзи. 21 июля 1969 года был досрочно освобождён.